# Reggie Walker
Reginald Edgar "Reggie" Walker (Durban, Sudáfrica, 16 de marzo de 1889 - Durban, 5 de noviembre de 1951) fue un atleta sudafricano, campeón olímpico en los 100 metros lisos de los Juegos Olímpicos de 1908 celebrados en Londres.
Fue campeón en 1907 de su país en los 100 metros lisos, pero no se encontraba entre los favoritos para conseguir el triunfo en los Juegos Olímpicos de Londres. Incluso tuvo dificultades para viajar a Inglaterra debido a carencias financieras, pero gracias a los fondos recogidos por un periodista deportivo, pudo hacer el viaje.
Varios de los favoritos fueron eliminados en las rondas clasificatorias. En las que Walker ganó las dos primeras rondas, la primera con un tiempo de 11 segundos y en la segunda igualó el récord olímpico dejando el cronómetro en 10,8 segundos. Se clasificó para la final junto a tres atletas estadounidenses, entre ellos estaba James Rector, que también había igualado el récord en las rondas clasificatorias. En la final Walker venció al estadounidense por muy escasa diferencia.
Hasta la fecha (2006) Walker es el más joven ganador de los 100 metros lisos olímpicos, contaba con 19 años y 128 días.
| Predecesor: Archie Hahn Estados Unidos | Campeón Olímpico de 100 metros Londres 1908 | Sucesor: Ralph Craig Estados Unidos |